# Natural American Spirit
Natural American Spirit (или просто American Spirit) — американский бренд сигарет и других табачных изделий, в настоящий момент принадлежит Reynolds American и производится Santa Fe Natural Tobacco Company.

## История
Компания была основана в 1982 году Биллом Дрейком, автором книги The Cultivators Handbook of Natural Tobacco, Робертом Марионом, Крисом Вебстером и Эбом Виксом, сантехником, взявшим кредит для финансирования стартапа. В январе 2002 года компания была приобретена Reynolds American и в настоящий момент является полностью независимым подразделением Reynolds American, 42 % акций которой принадлежат British American Tobacco. В сентябре 2015 года Japan Tobacco объявила, что приобрела права на продажу продукции Natural American Spirit за пределами США.

## Рынки
Сигареты Natural American Spirit продаются в Соединённых Штатах Америки, Канаде, Нидерландах, Бельгии, Люксембурге, Великобритании, Германии, Швейцарии, Австрии, Тунисе, Японии, Испании, Италии, Франции, Греции, Финляндии,Израиле и Дании.